# Hexatoma (Eriocera) preposita
Hexatoma (Eriocera) preposita is een tweevleugelige uit de familie steltmuggen (Limoniidae). De soort komt voor in het Afrotropisch gebied.